# ミードゥク県
ミードゥク県（ミードゥクけん、ベトナム語：Huyện Mỹ Đức / 縣美德）は、ベトナム社会主義共和国の首都ハノイ市に存在する行政区。

## 行政
ミードゥク県は以下の行政単位に区分される。
- ダイギア市鎮（Đại Nghĩa / 大義）
- アンミー社（An Mỹ / 安美）
- アンフー社（An Phú / 安富）
- アンティエン社（An Tiến /安進）
- ボットスエン社（Bột Xuyên / 渤川）
- ダイフン社（Đại Hưng / 大興）
- ドックティン社（Đốc Tín / 篤信）
- ドンタム社（Đồng Tâm / 同心）
- ホンソン社（Hồng Sơn / 鴻山）
- ホプタイン社（Hợp Thanh / 合淸）
- ホプティエン社（Hợp Tiến / 合進）
- フンティエン社（Hùng Tiến / 雄進）
- フオンソン社（Hương Sơn / 香山）
- レタイン社（Lê Thanh / 黎淸）
- ミータイン社（Mỹ Thành / 美成）
- フールーテ社（Phù Lưu Tế / 芙蒥細）
- フックラム社（Phúc Lâm / 福林）
- フンサー社（Phùng Xá / 馮舍）
- トゥオンラム社（Thượng Lâm / 尚林）
- トゥイライ社（Tuy Lai / 綏來）
- ヴァンキム社（Vạn Kim / 萬金）
- スイサー社（Xuy Xá / 吹舍）